# Ultima jertfă (film)
Ultima jertfă (titlul original: în rusă Последняя жертва, transliterat: Poslednaia jertva) este un film dramatic sovietic, realizat în 1975 de regizorul Piotr Todorovski, după piesa omonimă a dramaturgului Aleksandr Ostrovski, protagoniști fiind actorii Margarita Volodina, Oleg Strijenov, Mihail Gluzski și Leonid Kuravliov. 

## Rezumat
Pentru văduva comerciantă bogată, Iulia Pavlovna Tughina, care trăiește liniștită și în singurătate, singura bucurie și sens al vieții este dragostea pentru un nobil frumos dar sărac, Vadim Dulcin. Dar iubitul ei, incapabil de sentimente serioase, înclinat spre jocuri de noroc și o viață luxoasă, o aduce treptat în pragul ruinei.
Un prieten al regretatului soț al Tughinei, negustorul-milionar Flor Fedulîci Pribîtkov intervine, oferindu-i căsătoria care este singura ieșire pentru Iulia Pavlovna, care și-a dat seama că Dulcin nu a iubit-o niciodată.

## Distribuție
- Margarita Volodina – Iulia Pavlovna Tughina
- Oleg Strijenov – Vadim Dulcin
- Mihail Gluzski – Flor Fedulîci Pribîtkov
- Leonid Kuravliov – Lavr Mironîci
- Olga Naumenko – Irina Lavrovna Pribîtkova
- Vladimir Kenigson – Salai Saltanîci
- Valeri Filatov – Luka Gherasimovici Dergaciov
- Maria Vinogradova – Miheevna
- Pavel Vinnik – Kislovski
- Lionella Pîrieva – contesa Kruglaia
- Roman Homiatov – Aleksei Dmitrievici Mirovici
- Olga Gobzeva – croitoreasa franțuzoaică
- Piotr Arjanov – Prințul Bartemiev
- Lidia Savcenko – Pivokurova
- Serghei Kurilov – directorul băncii
- Viktor Proscurin –un husar
- Valentina Ananiena – vânzătoarea
- Gheorghi Tusuzov – un cămătar
- Klara Belova – o servitoare
- Leonid Iudov – un portar
- Anatoli Obuhov – un gurmand
- Ceslav Sușkevici – generalul vârstnic

## Coloana sonoră
- În film, se aud romanțele lui Isaak Șvarț pe versurile lui Bulat Okudjava „În vechea noastră grădină”[1]  interpretată de Liubov Strijenova[2].

## Lansare
A fost lansat în anul 1976 și a avut parte de succes comercial, fiind vizionat de 14,1 milioane de spectatori în cinematografele din Uniunea Sovietică.